# Діаріо Фронтера
Діаріо Фронтера (ісп. Diario Frontera) — часопис (Венесуели). Рік заснування — 1978 рік. Головний офіс газети розташований в місті Ехідо (штат Мерида). Слоган газети — «ісп. El diario del occidente del país» (в перекладі «Щоденна газета заходу країни»).

## Властивості
Газета поширюється в кольоровому форматі. Містить регіональні, національні та міжнародні новини. У неї є два додатки, випускаються щонеділі: журнал Aquí entre nos, а також додаток для дітей Chipilín . Виходять спеціальні випуски для таких подій, як «Ферія дель Соль» і Día del Trabajador.